# رود مورای
رود مورای (ماری) (به انگلیسی: Murray River و تلفظ آن /ˈmʌɹi/)دومین رود بزرگ استرالیا است که بیش از دو هزار و پانصد کیلومتر طول دارد. این رود از کوه‌های آلپ استرالیا در جنوب غربی این کشور سرچشمه می‌گیرد و مرز طبیعی ایالت‌های نیو ساوت ولز و ویکتوریا را تشکیل می‌دهد. این رود از شرق به غرب جریان دارد و در منطقه ونت‌ورث (Wentworth) به رود دارلینگ می‌پیوندد و این دو با هم با طی کردن حدود هزار کیلومتر دیگر در جنوب ویکتوریا به اقیانوس منجمد جنوبی می‌ریزند.